# Wolfgang Lücke
Wolfgang Lücke (1956) è un agronomo tedesco, presidente dell'Università di Osnabrück dal 2013 al 2019.

## Biografia
Dopo aver studiato scienze agrarie all'Università Georg August di Gottinga, conseguì il dottorato nello stesso ateneo. Nel 1993 ottenne l'abilitazione all'insegnamento universitario dell'ingegneria agraria.
Nello stesso anno divenne professore presso la Facoltà di Scienze Agrarie di Gottinga. I suoi interessi di ricerca comprendono le energie rinnovabili, la tecnologia a microonde e ad alta frequenza, la garanzia di qualità e la tecnologia post-raccolta e l'ingegneria agraria internazionale.
Lücke fu vicepresidente dell'Università di Gottinga dal 2008. Il 24 aprile 2013, il senato accademico dell'Università di Osnabrück lo chiamò a succedere a Claus Rollinger alla carica di presidente. Il mandato, della durata di sei anni, ebbe inizio il 1° ottobre 2013. All'Università di Gottinga, il suo incarico fu assunto da Ruth Florack.
Lücke annunciò la sua intenzione di non ricandidarsi alla fine del suo primo mandato e rassegnò le dimissioni dalla carica di presidente alla fine di settembre 2019. Susanne Menzel-Riedl fu eletta come suo successore.
Lücke è il presidente della giuria del Premio per la pace Erich Maria Remarque (dal 2017).